# Neureclipsis exsculpta
Neureclipsis exsculpta is een fossiele soort schietmot uit de familie Polycentropodidae.